# Agrypon melleum
Agrypon melleum là một loài tò vò trong họ Ichneumonidae.